# Brachythecium rigens
Brachythecium rigens är en bladmossart som beskrevs av William Russell Buck 1993. Brachythecium rigens ingår i släktet gräsmossor, och familjen Brachytheciaceae. Inga underarter finns listade i Catalogue of Life.